# Frederik Brockenhuus-Schack
Frederik greve Brockenhuus-Schack (13. august 1882 på Spanager – 22. december 1977) var hofjægermester, bror til Knud Brockenhuus-Schack.
Han var søn af kammerherre, hofjægermester, greve Adolph Brockenhuus-Schack og Agnes f. Basse Fønss. Han ejede Giesegård, Ottestrup m.fl. fra 1924. Han var Ridder af Dannebrog.
7. juni 1926 ægtede han Olga f. van der Vliet (1899 – 1930), datter af senator van der Vliet og komtesse Todleben. I andet ægteskab 16. februar 1932 med Marion B.S. f. Steere (21. maj 1890 i Boston – 1972).